# Сетник
Сетник (словен. Setnik) је насељено место у општини Доброва-Полхов Градец, Средњесловенска регија, Словенија.

## Историја
До територијалне реорганизације у Словенији била је у саставу града Љубљане, односно старе општине Вич–Рудник.

## Становништво
У попису становништва из 2011. године, Сетник је имао 186 становника.
| Број становника према пописима | Број становника према пописима | Број становника према пописима |
| ------------------------------ | ------------------------------ | ------------------------------ |
| 1991                           | 2002                           | 2011                           |
| 169                            | 173                            | 186                            |

Напомена: Године 2010. извршена је мања размена територије између насеља Сетник и Смолник.

## Галерија
- викендица "Врбанц"
- табла добродошлице у Сетник
- засеок Залог